# 比涅格拉德莫拉尼亚
比涅格拉德莫拉尼亚，是西班牙卡斯蒂利亚-莱昂阿维拉省的一个市镇。总面积10平方公里，总人口86人（2001年），人口密度9人/平方公里。